# Opéra-Comique
Opéra-Comique (Théâtre national de l’Opéra-Comique) er et operahus i Paris ved Boulevard des Italiens i 2. arrondissements nordvestre hjørne. Det skabtes 1714 for at tilbyde fransk opera et alternativ til den italienske opera, som dominerede.